# Syvilla Fort
Syvilla Fort (Seattle, 3 luglio 1917 – New York, 8 novembre 1975) è stata una ballerina, coreografa e insegnante statunitense; attinse alla sua eredità afroamericana nelle sue originali opere di danza. Il compositore americano John Cage scrisse il suo primo pezzo per piano preparato, Bacchanale (1940), per una danza della Fort. Morì per cancro al seno all'età di 58 anni.

## Biografia
Nata a Seattle, Washington, Syvilla Fort iniziò a studiare danza quando aveva tre anni. Dopo che le fu negata l'ammissione a diverse scuole di ballo perché era nera, la prima educazione alla danza di Fort ebbe luogo a casa sua e con lezioni private. Quando aveva nove anni Fort insegnava danza classica, tip-tap e danza moderna a piccoli gruppi di bambini del vicinato che non potevano permettersi lezioni private.
Syvilla frequentò la Cornish School of Allied Arts di Seattle come loro prima studentessa nera, dopo essersi diplomata al liceo nel 1932. Dopo aver trascorso cinque anni alla Cornish School, decise di proseguire la sua carriera di danza a Los Angeles, e nel 1939 il suo vicino, il compositore nero William Grant Still, la presentò alla danzatrice Katherine Dunham. Diverse settimane dopo, Fort iniziò a ballare e fare tour con la Katherine Dunham Company e ad apprendere la tecnica Dunham, che era radicata nelle tradizioni di danza di Africa, Haiti e Trinidad. Fort ballò con la compagnia fino al 1945 e fu inserita nel noto film Stormy Weather (1943).
Mentre ballava con la Dunham Company, Syvilla trascurò un grave infortunio al ginocchio, che compromisse la sua possibilità di esibirsi professionalmente verso la metà degli anni '40--. Nel 1948, Dunham nominò Fort amministratrice principale e insegnante di danza presso la Katherine Dunham School of Dance di New York, posizione che Fort mantenne fino al 1954 quando la scuola chiuse a causa di problemi finanziari. 
Nel 1955 la Fort si unì al marito Buddy Phillips per aprire uno studio di danza sulla 44ª Strada Ovest a New York. In questo studio la Fort sviluppò quella che definiva "tecnica afro-moderna", una fusione tra l'approccio della tecnica Dunham e gli stili di danza moderna appresi durante la sua formazione iniziale. Continuò ad utilizzare questo metodo nel suo lavoro come istruttrice part-time di educazione fisica presso il Teachers College dellaColumbia University, dal 1967 al 1975.
Lo studio sulla 44ª Strada prosperò fino al 1975 quando Syvilla iniziò a lottare contro il cancro al seno e non fu in grado di risolvere i problemi finanziari della scuola. Il suo staff e gli studenti trovarono un nuovo studio per Syvilla sulla 23ª Strada Ovest, dove insegnò nell'estate del 1975. Syvilla formò tre generazioni di ballerini e tra i suoi studenti più famosi c'erano Marlon Brando, James Dean, Jane Fonda, James Earl Jones, Eartha Kitt, José Limón, Chita Rivera e Geoffrey Holder.
Cinque giorni prima della sua morte per cancro al seno, l'8 novembre 1975, Fort partecipò ad un tributo al lavoro della sua vita, organizzato dalla Black Theatre Alliance e ospitato dal suo allievo Alvin Ailey e da Harry Belafonte. Nel 1992 il lavoro della Fort fu nuovamente onorato quando i ballerini di diverse compagnie eseguirono una serata delle sue coreografie al Symphony Space di New York.
Il figlio di Buddy Phillips, Sabur Abdul-Salaam, figliastro di Syvilla, ha pubblicato un libro, Spiritual Journey of An American Muslim, che include ulteriori informazioni su di lei.